# Lady Sings the Blues (album)
Lady Sings the Blues è un album discografico della cantante jazz Billie Holiday pubblicato nel 1956. Si tratta dell'ultimo album della Holiday pubblicato per la Clef Records, che l'anno seguente venne assorbita dalla Verve Records. Lady Sings the Blues venne registrato tra il 1954 e il 1956, e viene considerato uno dei dischi fondamentali e più celebri della vasta discografia di Billie Holiday.
Quest'album diede il titolo all'autobiografia della Holiday scritta da lei stessa insieme al giornalista William Dufty, il libro Lady Sings the Blues (it: La signora canta il Blues), pubblicato con successo anche in Italia.

## Tracce
Lato 1
1. Lady Sings the Blues (Billie Holiday, Herbie Nichols) - 3:46
2. Trav'lin' Light (Trummy Young, Jimmy Mundy, Johnny Mercer) - 3:08
3. I Must Have That Man (Dorothy Fields, Jimmy McHugh) - 3:04
4. Some Other Spring (Irene Higgenbotham, Arthur Herzog Jr.) - 3:36
5. Strange Fruit (Lewis Allen) - 3:05
6. No Good Man (Irene Higgenbotham, Sammy Gallop, Dan Fisher) - 3:18

Lato 2
1. God Bless the Child (Billie Holiday, Arthur Herzog, Jr.) - 4:00
2. Good Morning Heartache (Irene Higgenbotham, Ervin Drake, Dan Fisher) - 3:28
3. Love Me or Leave Me (Walter Donaldson, Gus Kahn) - 2:38
4. Too Marvelous for Words (Johnny Mercer, Richard Whiting) - 2:16
5. Willow Weep for Me (Ann Ronnell) - 3:08
6. I Thought About You (Jimmy Van Heusen, Johnny Mercer) - 2:47

## Musicisti
6 & 7 giugno 1956, Fine Sound Studios, New York City (Tracce 1-8)
- Billie Holiday: voce
- Paul Quinichette: sassofono tenore
- Charlie Shavers: tromba
- Tony Scott: clarinetto
- Wynton Kelly: pianoforte
- Kenny Burrell: chitarra
- Lenny McBrowne: batteria
- Aaron Bell: contrabbasso

3 settembre 1954, Capitol Studios
- Billie Holiday: voce
- Willie Smith: sassofono alto
- Harry Edison: tromba
- Bobby Tucker: pianoforte
- Barney Kessel: chitarra
- Chico Hamilton: batteria
- Red Callender: contrabbasso